# Mikiola
Mikiola är ett släkte av tvåvingar som ingår i familjen gallmyggor.

## Bildgalleri

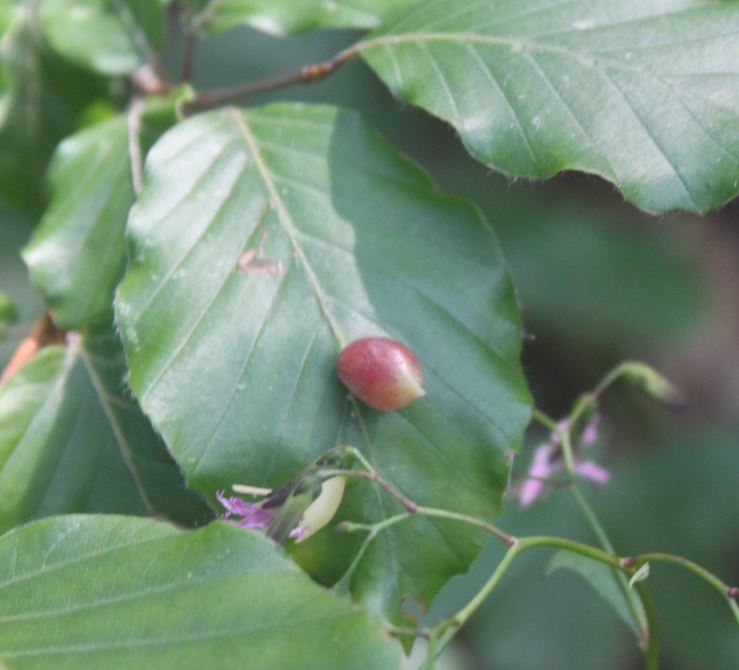
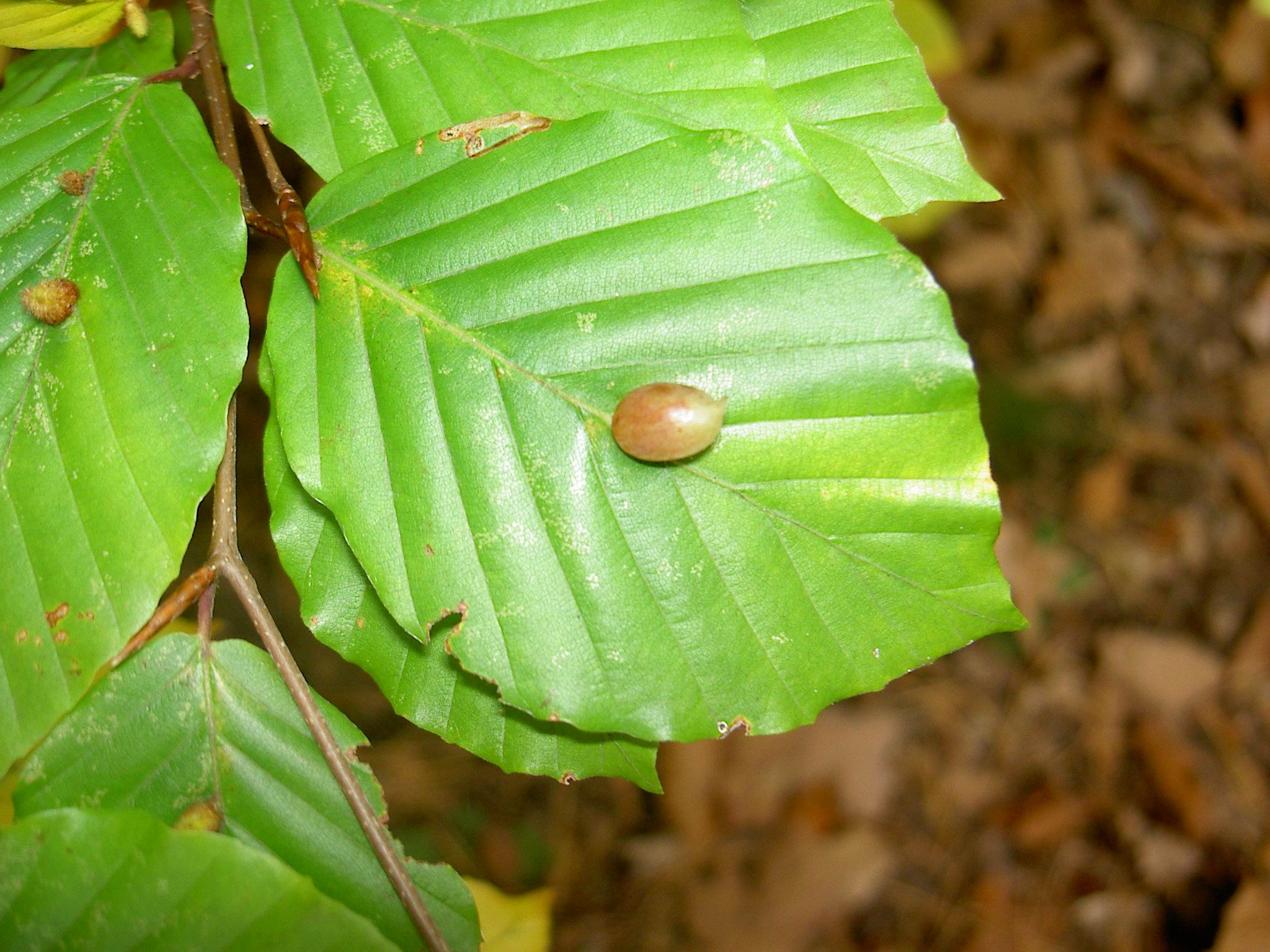
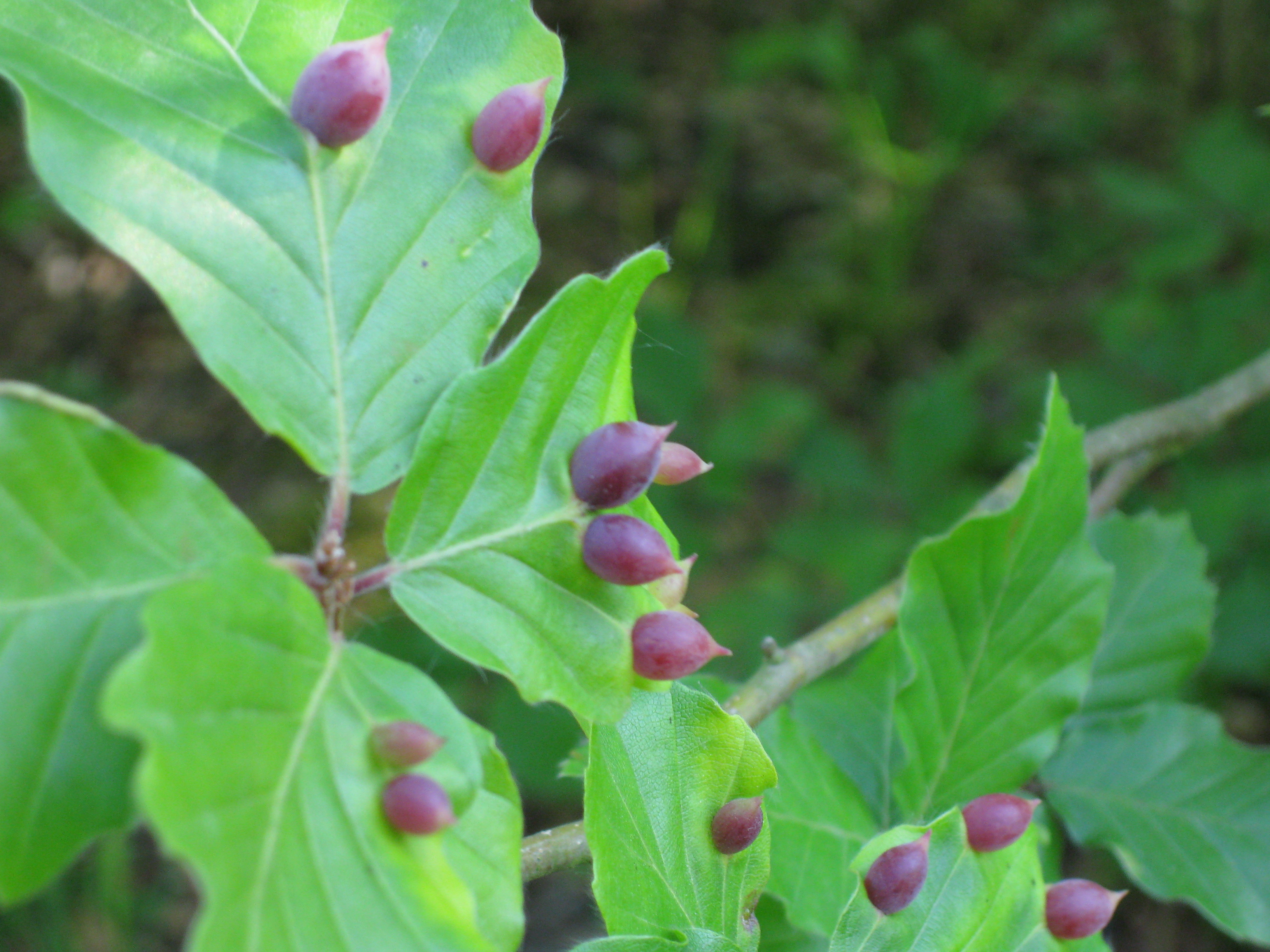
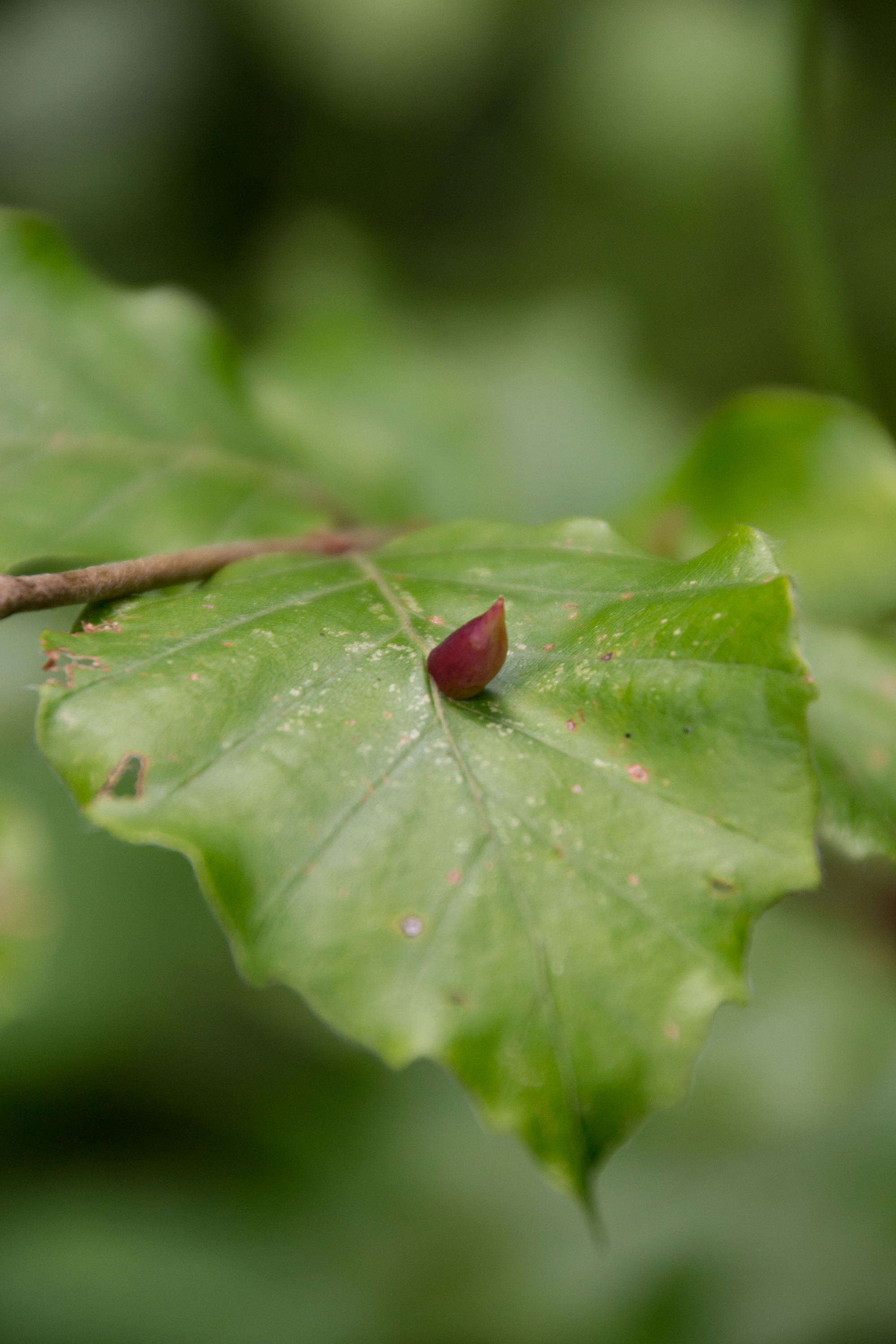
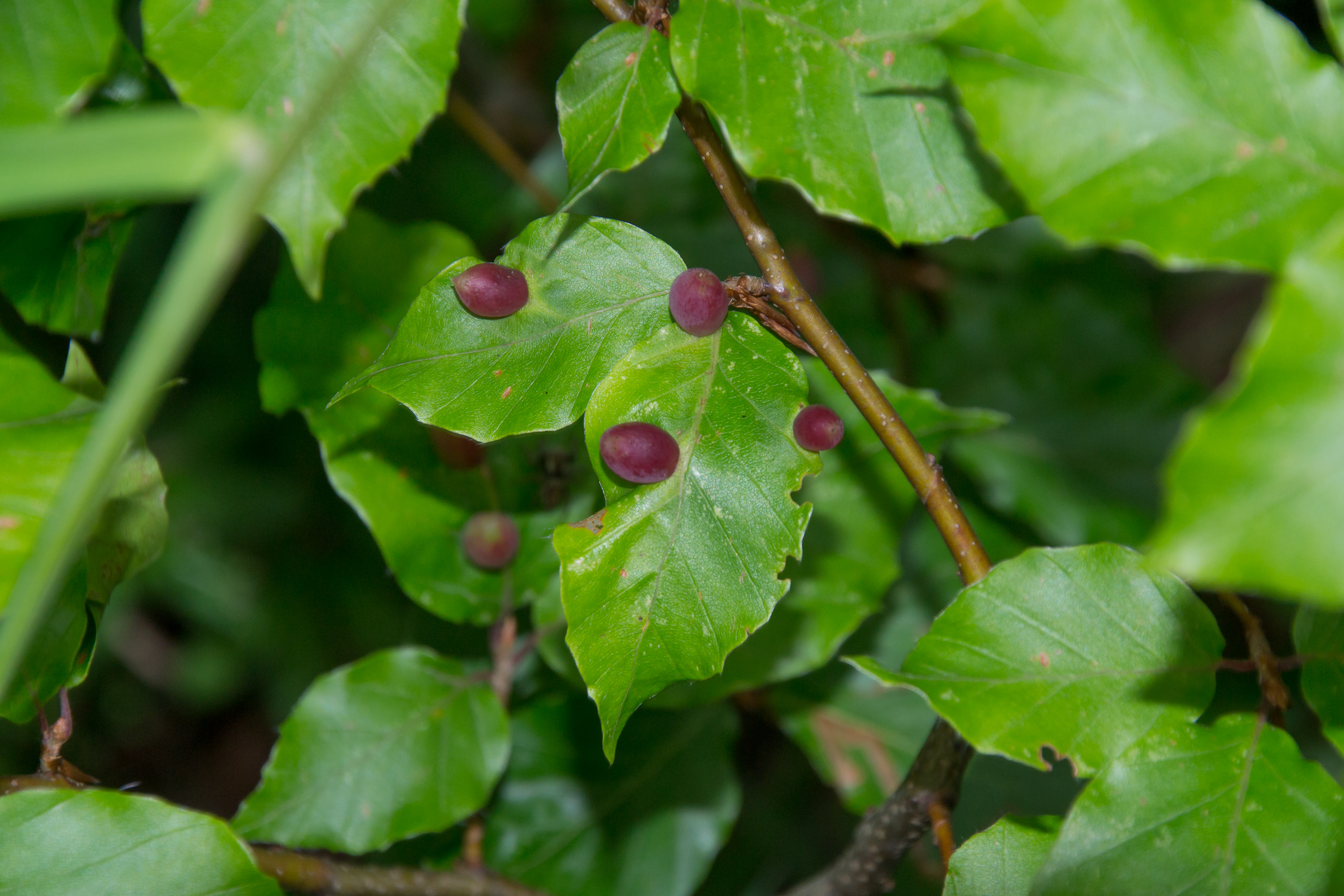
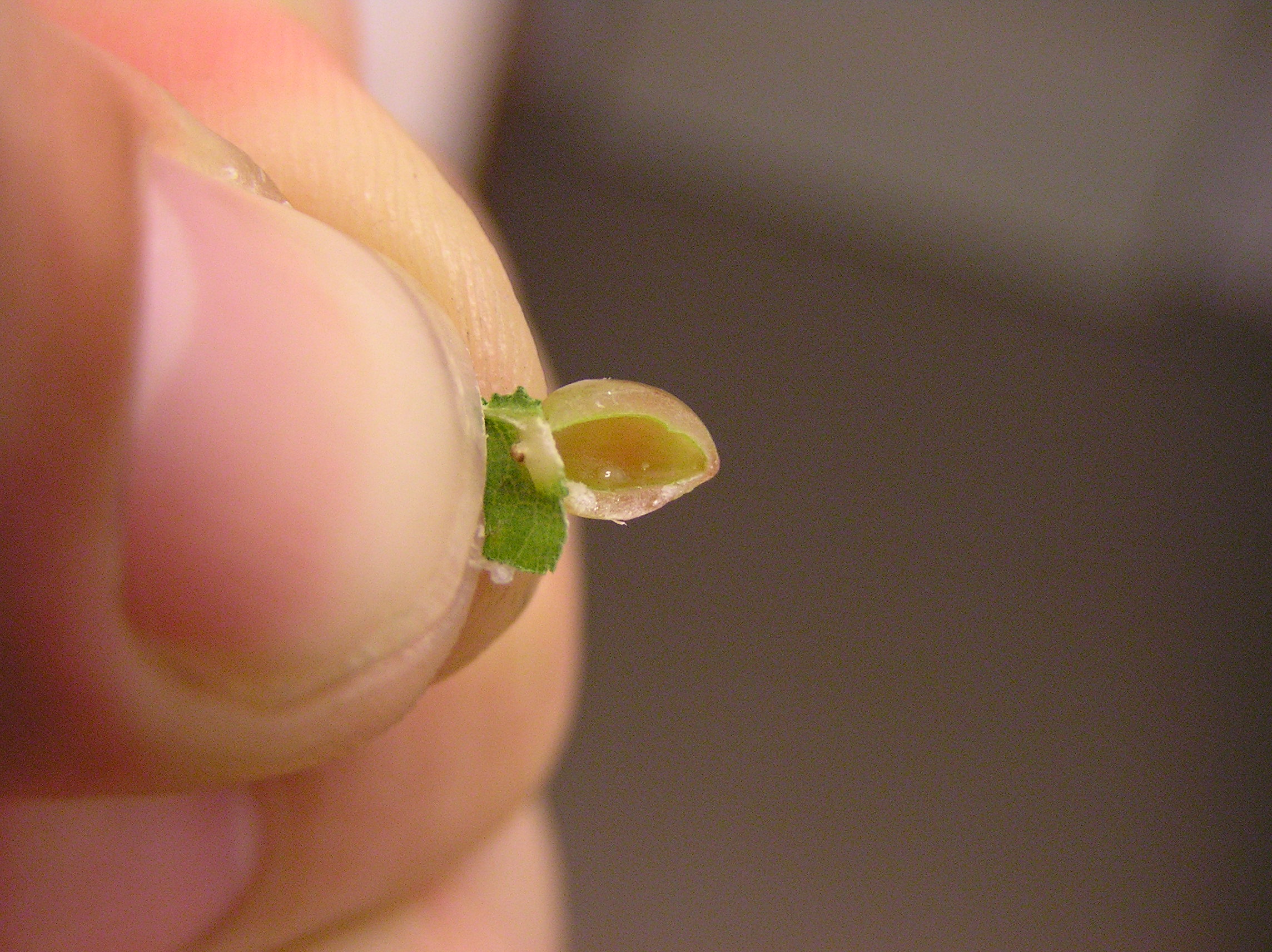

## Arter
- Mikiola bassiaflorae
- Mikiola bicornis
- Mikiola cristata
- Mikiola fagi (Bokgallmygga)
- Mikiola orientalis
- Mikiola populi
- Mikiola populicola